# Chelcie Ross
Chelcie Claude Ross, connu sous le nom de Chelcie Ross, est un acteur et soldat américain, né le 20 juin 1942 à Sacramento, (Californie, États-Unis).

## Filmographie

### Cinéma
- 1986 : Le Grand Défi (Hoosiers) de David Anspaugh
- 1987 : Les Incorruptibles (The Untouchables) de Brian De Palma
- 1988 : Nico d'Andrew Davis
- 1989 : Les Indians (Major League) de David S. Ward
- 1989 : Opération Crépuscule (The Package) d'Andrew Davis
- 1991 : Le Dernier Samaritain (The Last Boy Scout) de Tony Scott
- 1992 : Basic Instinct de Paul Verhoeven
- 1993 : Rudy de David Anspaugh
- 1994 : Richie Rich (film) de Donald Petrie
- 1996 : Poursuite (Chain Reaction) d'Andrew Davis
- 1997 : Le Mariage de mon meilleur ami (My Best Friend's Wedding) de P. J. Hogan
- 1998 : Primary Colors de Mike Nichols
- 1998 : Un plan simple (A Simple Plan) de Sam Raimi
- 2000 : Intuition de Sam Raimi
- 2001 : The Majestic de Frank Darabont
- 2001 : Madison de William Bindley
- 2012 : Une nouvelle chance (Trouble With the Curve) de Robert Lorenz
- 2018 : La Ballade de Buster Scruggs (The Ballad of Buster Scruggs) de Joel et Ethan Coen : le trappeur

### Télévision
- 2006 : A Little Thing Called Murder de Richard Benjamin
- 2009 : Mad Men (série TV) : Conrad « Connie » Hilton
- 2011 : Grey's Anatomy : Harper Avery (saison 6 - épisode 16), (saison 14 - épisode 3)